# Óxido negro
Se denomina óxido negro o ennegrecimiento a un recubrimiento por conversión que se utiliza en materiales ferrosos, cobre y aleaciones a base de cobre, zinc, metales obtenidos mediante pulvimetalurgia, y soldadura de plata. Se lo utiliza para proveer una cierta capacidad limitada de resistencia a la corrosión y cambiar el aspecto. Para otorgarle máxima resistencia a la corrosión el óxido negro debe estar impregnado en aceite o cera. Una de sus ventajas con respecto a otros recubrimientos es que prácticamente no se producen acumulaciones de material en la superficie.

## Materiales ferrosos

### Óxido negro caliente
Se utiliza un baño caliente de hidróxido de sodio, nitratos, y nitritos, a 140 °C para convertir la superficie del material en magnetita (Fe3O4). Se debe agregar agua en forma periódica al baño, mediante procedimientos apropiados de manera de evitar se produzcan explosiones de vapor. En varias ocasiones la explosión de estos baños cáusticos ha resultado en la muerte de operarios, lo que lo convierte en un proceso peligroso que debe ser realizado con precaución.
La técnica de óxido negro caliente más utilizada y más antigua es la descripta en el estándar  MIL-DTL-13924, que comprende cuatro clases de procesos para diferentes sustratos. Otras especificaciones son las del AMS 2485, ASTM D769, y ISO 11408.

### Óxido negro de Media Temperatura
Óxido de media temperatura también utiliza un baño caliente de hidróxido de sodio, nitratos, y nitritos para convertir la superficie en magnetita, pero incluyen aditivos que reducen la temperatura de funcionamiento a un 93-99 °C (200-210 °F). La temperatura más baja es beneficiosa porque elimina el riesgo de explosiones de vapor con la adicción de agua, y mejora la seguridad del operador.

### Óxido negro frío
El óxido negro frío se aplica a temperatura ambiente. No es un recubrimiento de óxido por conversión, sino un depósito de un compuesto de cobre-selenio. Este recubrimiento produce un color similar al del óxido negro caliente, pero se desprende muy fácilmente de la superficie y no provee protección contra la corrosión.

## Cobre

Un gráfico de la reflectancia especular del óxido cúprico frente a la longitud de onda de la luz. Basado en un gráfico de http://www.hyperion-ef.com/images/ebonol1.gif.

El óxido negro para cobre, a veces designado por su designación comercial Ebonol C, convierte la superficie del cobre en óxido cúprico. Para que el proceso funcione la superficie debe tener por lo menos un contenido de 65% en cobre; en superficies que poseen menos del 90% de cobre se debe primero pretratar la superficie con un tratamiento activador. El recubrimiento final es químicamente estable y muy adherente. Es estable para temperaturas de hasta 200 °C; por encima de dicha temperatura el recubrimiento se degrada a causa de que se oxida el cobre del sustrato. Para aumentar la resistencia a la corrosión la superficie puede ser aceitada, laqueada, o encerada. Se lo utiliza también como un tratamiento previo al pintado o esmaltado. La terminación superficial por lo general tiene un aspecto mate, pero se le puede dar brillo recubriéndola con un esmalte brillante transparente.
A escala microscópica se forman dendritas en la superficie del recubrimiento, que atrapan la luz y aumentan el coeficiente de absorción. Debido a esta propiedad el recubrimiento es utilizado en la industria espacial para rechazar la luz.

## Zinc
El óxido negro de zinc también se lo conoce por su designación comercial  Ebonol Z.